# Мазе, Шимон
Шимон Мазе (ивр. שמעון מזא"ה‎; 3 сентября 1907, Витебск — 2000, Израиль) — израильский агроном, предприниматель и государственный деятель, член Хагана, генерал-майор Армии Обороны Израиля. Глава Управления кадров Генерального штаба Армии обороны Израиля (1949—1952).

## Биография

### Ранние годы
Родился в Витебске в Российской империи в семье Абрааама Элиэзера Мазье и Екатерины Рабинович.Вырос в Германии. В юношестве присоединился к еврейскому молодёжному движению Blau Weiss. Изучал агрономию в Германии, Италии ( доктор естественных наук Университета Перуджии, 1930 ) и Франции и защитил докторскую диссертацию. В 1931 году эмигрировал в Израиль, где был исследователем Института сельскохозяйственных исследований.

### Великобритания и Армия Обороны Израиля

Слева на право: Моше Цадок, Яаков Дори, Мордехай Маклеф и Шломо Шамир.

В 1933 году присоединился к еврейской организации «Хагана». Во время Второй мировой войны, служил добровольцем в британской армии, служил в конвое, после формирования «Еврейской бригады» командовал подразделением снабжения бригады в Европе. Во время Арабо-израильской войны, стал основателем боевой поддержки Армии обороны Израиля, которую возглавлял до мая 1949 года. В подразделение входили: службы питания, службы топлива, службы оборудования, транспортные услуги, а также служебные собаки и лошади.
После короткого визита в США, 9 октября 1949 года Мазе был назначен главой Управления кадров; занимал эту должность до 1952 года, его сменил Цви Цур.

### Дальнейшая жизнь
В 1955 году, ушёл со службы в отставку и занялся частным бизнесом. Основал сельскохозяйственную корпорацию Магаль (ивр. מגל‎) («серп») недалеко от кибуца Хацор и Ган-Явне, занимал пост президента хлопковых фермеров Израиля. В конце 1960-х — начале 1970-х годов, представлял организацию в Продовольственной и сельскохозяйственной организации ООН.
Умер в 2000 году. Похоронен на военном кладбище на горе Герцль.